# Justin Wright-Foreman
Justin Wright-Foreman (ur. 27 października 1997 w Nowym Jorku) – amerykański koszykarz, występujący na pozycji rozgrywającego.
W 2019 reprezentował Utah Jazz podczas rozgrywek letniej ligi NBA w Las Vegas i Salt Lake City.

## Osiągnięcia
Stan na 30 listopada 2020, na podstawie, o ile nie zaznaczono inaczej.
NCAA
- Mistrz sezonu regularnego konferencji Colonial Athletic Association (CAA – 2016, 2018)
- Koszykarz roku konferencji CAA (2018, 2019)[3]
- Zaliczony do:
  - I składu:
    - CAA (2018, 2019)
    - turnieju CAA (2019)

  - II składu CAA (2017)
  - składu honorable mention All-American (2018, 2019 przez Associated Press)
- Zawodnik tygodnia
  - NCAA (30.12.2018 według USBWA)
  - CAA (23.01.2017, 13.02.2017, 11.12.2017, 18.12.2017, 15.01.2018, 28.01.2019, 7.01.2019, 31.12.2018, 10.12.2018, 26.11.2018, 19.11.2018, 11.02.2019)